# Flying Dutchman (South Carolina Canal and Rail Road Company)

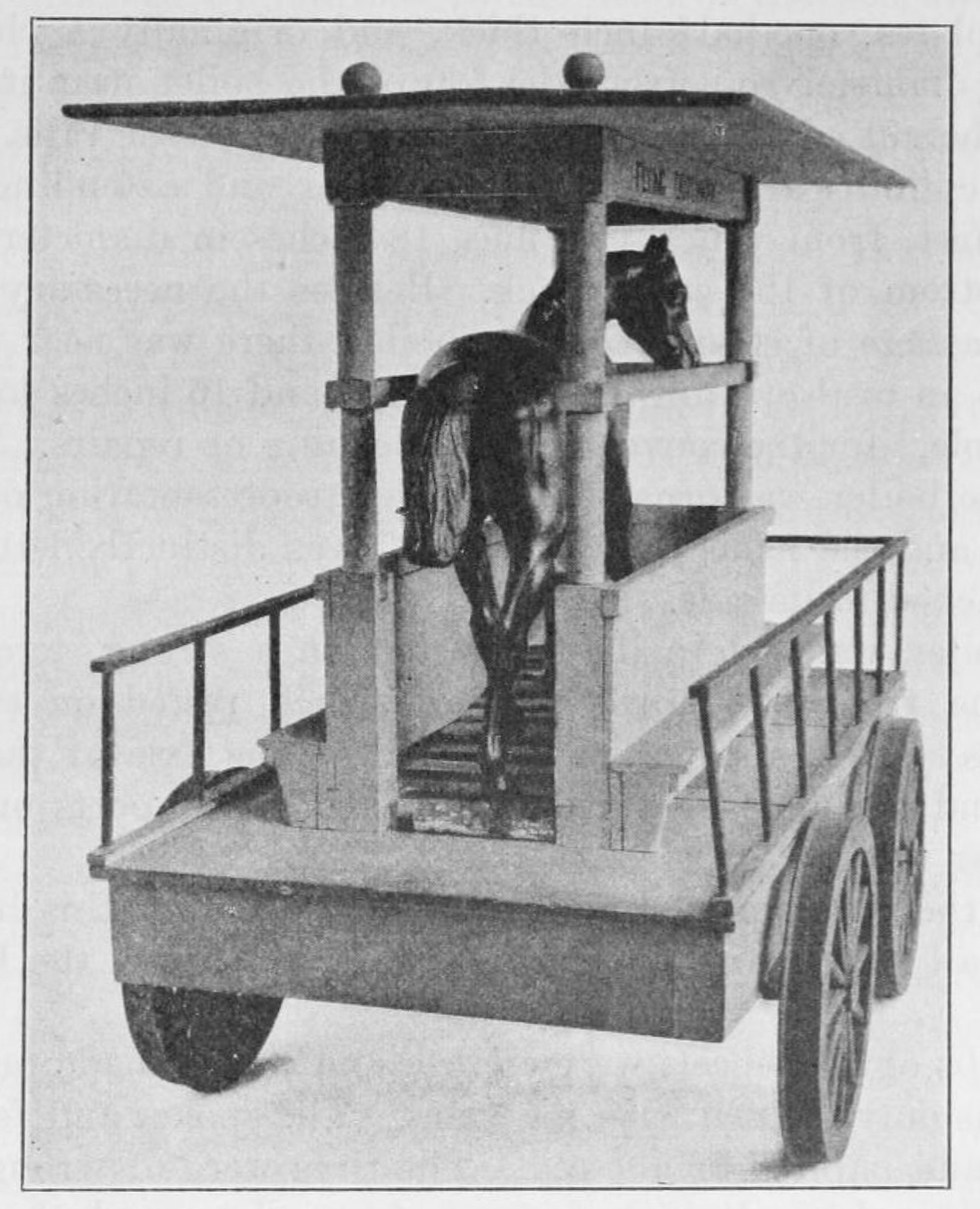
Flying Dutchman Modell

Die Flying Dutchman war eine pferdegetriebene Lokomotive der South Carolina Canal and Railroad Company.
Die Direktoren der 1827 gegründeten, nach ihren Endbahnhöfen auch als Charleston & Hamburg Railroad bekannten Eisenbahngesellschaft waren ein Jahr vor der Eröffnung der ersten Teilstrecke noch keineswegs überzeugt, dass ein ausschließlich mit Dampflokomotiven durchgeführter Bahnbetrieb möglich war. 1829 schrieben sie deshalb einen Wettbewerb für eine durch Pferdekraft angetriebene Lokomotive aus und boten eine Prämie von 500 US-Dollar für die beste Konstruktion. Sieger wurde der junge deutsch-amerikanische Ingenieur Christian Edward Detmold. Nach seinen Plänen wurde die Flying Dutchman gebaut: Ein Pferd auf einem Endloslaufband bewegte das zweiachsige Fahrzeug voran; längs zur Fahrtrichtung angebrachte seitliche Sitzbänke boten Passagieren Platz.
Die 1830 auf der Bahnstrecke durchgeführten Testfahrten verliefen zufriedenstellend: Die Flying Dutchman transportierte 12 Fahrgäste mit einer Geschwindigkeit von 12 Meilen (19,3 Kilometern) in der Stunde. Im Vergleich mit der im Oktober an die Bahngesellschaft gelieferten Dampflokomotive Best Friend of Charleston, die einen ganzen Zug von Waggons mit 25 Meilen (40 Kilometern) pro Stunde befördern konnte, nahmen sich die Leistungen der Pferdelokomotive allerdings schließlich allzu bescheiden aus, und das Vorhaben pferdegetriebenen Bahnbetriebs wurde nicht weiter verfolgt.